# Wawalag
Wawalag eller Wawalak är i Oceaniens mytologi hos urinvånarna i Arnhem Land i norra Australien namnet på de två systrarna Waimariwi och Boaliri. De förekommer i skapelsemyten hos detta folk.